# Джо Ледлі
Джо Ледлі (англ. Joe Ledley, нар. 21 січня 1987, Кардіфф) — валлійський футболіст, півзахисник англійського «Дербі Каунті».
Виступав, зокрема, за клуби «Кардіфф Сіті», «Крістал Пелес» та «Селтік», з яким тричі ставав чемпіоном Шотландії. Гравець національної збірної Уельсу.

## Клубна кар'єра
Народився 21 січня 1987 року в місті Кардіфф. Вихованець футбольної школи клубу «Кардіфф Сіті». Дорослу футбольну кар'єру розпочав 2004 року в основній команді того ж клубу, в якій провів шість сезонів, взявши участь у 226 матчах чемпіонату. Більшість часу, проведеного у складі «Кардіфф Сіті», був основним гравцем команди.
Своєю грою за цю команду привернув увагу представників тренерського штабу клубу «Селтік», до складу якого приєднався 12 липня 2010 року на правах вільного агента, оскільки його контракт з «Кадіфф Сіті» добіг кінця. Уклав з «кельтами» угоду, розраховану на чотири роки, попри те, що був стабільним гравцем основного складу «Селтіка» на початку 2014 року, коли до завершення контракту лишалося півроку, відмовився його продовжувати. Тож, аби виручити за трансфер гравця хоча б якісь кошти, 31 січня 2014 року керівництво «Селтіка» погодило перехід Ледлі до англійського «Крістал Пелес».
20 вересня 2017 року на правах вільного агента перейшов до «Дербі Каунті», що виступає у Чемпіоншипі.
14 листопада 2021 року Ледлі оголосив про завершення футбольної кар'єри.

## Виступи за збірні
2003 року дебютував у складі юнацької збірної Уельсу, взяв участь у 9 іграх на юнацькому рівні.
Протягом 2005—2008 років залучався до складу молодіжної збірної Уельсу. На молодіжному рівні зіграв у 5 офіційних матчах.
2005 року дебютував в офіційних матчах у складі національної збірної Уельсу. Наразі провів у формі головної команди країни 76 матчів, забивши 4 голи.

## Титули і досягнення
- Чемпіон Шотландії (3):

«Селтік»: : 2011–12, 2012–13, 2013–14
- Володар Кубка Шотландії (2):

«Селтік»: 2010–11, 2012–13